# Grate-kiln verk
Ett grate-kiln verk är efter travelling-grate verk den näst vanligaste typ av pelletsverk som används för att tillverka järnmalmspellets. 

## Historik
Konstruktionen har sitt ursprung från cementverken, med en bandugn (grate), en roterugn (rotary kiln) och en kylare. Det första grate-kiln verket byggdes 1960 av Allis-Chalmers, i Humboldt Mine i delstaten Michigan, USA. Under 1950- och 60-talet byggdes främst verk i Nordamerika, och då främst i USA. 1969 byggde LKAB det första grate-kiln verket i Sverige (och Europa). Allis-Chalmers, och senare Metso Minerals, har genom åren byggt c:a 50 verk. Den japanska koncernen Kobelco har sedan mitten av 60-talet också byggt ett tiotal grate-kiln verk. Sedan år 2000 har många kinesiska företag börjat bygga grate-kiln verk, så som e.g. Citic och Jiangsu Hongda. Under senaste 10-15 åren har ett stort antal grate-kiln verk byggts i Kina. Dock har många av dessa verk relativt låg kapacitet.

## Maskindelar

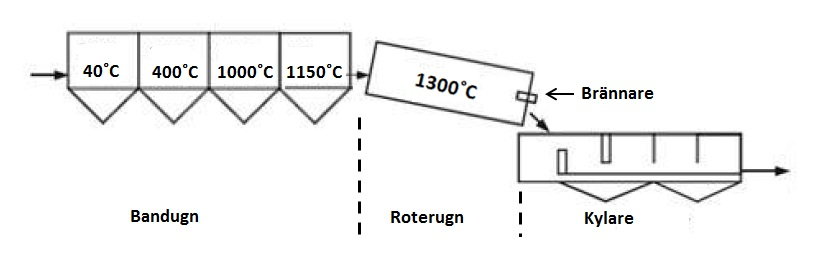
Schematisk beskrivning av ett grate-kiln verk, där ungefärliga temperaturer i olika maskindelar anges.

Verken är indelade i tre olika delar, sedda i figur till höger och beskrivna nedan.

### Grate
Graten är en bandugn indelad i olika zoner. I denna förvärms pellets, rostas och oxideras om magnetit-malm används. Förebilden är Lupol-graten som introducerades 1927 i cementverken. Idag har dock cementindustrin frångått användningen av grate, och har istället gått över till att förvärma i cyklontorn.

### Roterugnen
Roterugnen är ett rör infodrat med tegel. Dess längd är vanligen mellan 30 och 45 meter, och dess diameter är 5-7,5 meter.

### Kylaren
Kylaren kan ses som en värmeväxlare, där het processgas återförs via kanaler till graten. Denna maskindel har introducerats senare än de två första delarna, då energipriser stigit och det blivit viktigare att hushålla med bränslen. Vanligen är kylaren cirkulär med en diameter på mellan 12 och 24 meter, men raka kylare förekommer också.